# 敖德萨圣保罗实科学校

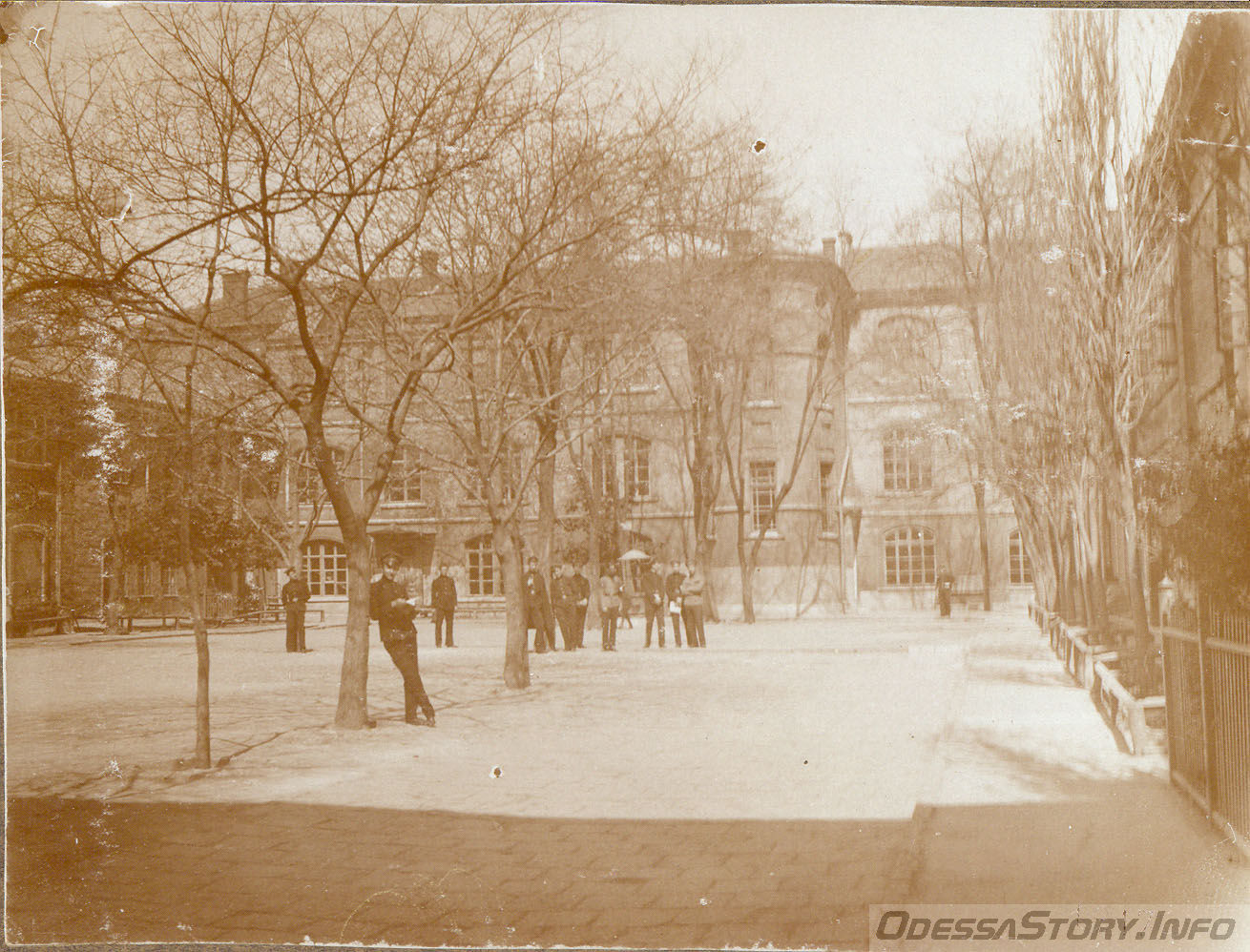
敖德萨圣保罗实科学校

敖德萨圣保罗实科中学（俄語：Одесское реальное училище Святого Павла）是乌克兰敖德萨历史上的一所实科学校，学制为6年。1876年，它在圣保罗福音路德教会附属学校的基础上建立。1888年—1895年，列夫·托洛茨基在此就读（含1年预备班）。1920年，该校停止办学。目前，校舍已不存在。